# 沈祖显
沈祖显（1916年—1986年），男，湖南湘乡人，畢業於湖南大學電機系、成都空軍機械學校高级班、中国航空仪表、电器专家，曾任航空工业部综合技术研究所总工程师，第三届全国人大代表，第五、六届全国政协委员。